# Oberonia cardiochila
Oberonia cardiochila är en orkidéart som beskrevs av Rudolf Schlechter. Oberonia cardiochila ingår i släktet Oberonia och familjen orkidéer. Inga underarter finns listade i Catalogue of Life.